# Davide Cangini
Davide Cangini (Cesena, 22 aprile 1974) è un dirigente sportivo ed ex calciatore italiano, di ruolo centrocampista.

## Carriera
Dopo sei stagioni con il Baracca Lugo, passa al Castel di Sangro dove disputa un campionato di Serie B ed uno di Serie C1. In seguito gioca per un altro anno in Serie B con il Cesena.
La sua carriera prosegue in Serie C1 con Spezia e Reggiana, e successivamente con Lodigiani e Cisco Roma in Serie C2. Termina la carriera in Serie D con Turris e Brindisi, con cui vince il girone H della Serie D, ed infine nel 2010 in Eccellenza con il Fidene.
In carriera conta 54 presenze ed un gol in Serie B.
Dopo essersi ritirato, è stato a capo dell'area scouting di Bari, Spezia, Atalanta e dal dicembre 2020 è a capo dell'area scouting del Sassuolo.

## Palmarès

### Club

#### Competizioni nazionali
- Serie D: 1

Brindisi: 2008-2009